# Bell Salem
Bell Salem és el segon EP de la banda 12012, lliurat el 10 d'octubre del 2004, sent el primer a tenir una campanya de tres mesos pel seu llançament.

## Llista de temes
1. "Burn" - 5:41
2. "Ame -Sogi Otosareta Kankaku" - 4:27
3. "Ms Vampire" - 4:42
4. "Epi" - 1:19
5. "Un Insomnia" - 4:53